# Hermana (novela)
Hermana (título original en inglés, Sister) es la primera novela de la escritora británica Rosamund Lupton. Con ella, Lupton desbancó a Stieg Larsson del número uno de la lista de más vendidos de Reino Unido.

## Sinopsis
Beatrice y Tess no tuvieron una infancia fácil. Su padre las abandonó poco antes de que su hermano de 8 años muriera a causa de la fibrosis quística. Desde entonces, ambas hermanas han mantenido una estrecha relación.
Pero una mañana Beatrice, que ha abandonado su Londres natal y vive en Nueva York, recibe una llamada: su hermana pequeña Tess ha desaparecido. Aún conmocionada por la trágica noticia, Beatrice regresa a Londres y comienza una incesante investigación para averiguar qué ha sucedido y dónde está su hermana.
Poco a poco Beatrice empieza a entrar en contacto con el mundo de Tess: un profesor de arte casado que mantuvo un romance con la joven, un parto al que el bebé no sobrevivió, un medicamento en fase de pruebas, un acosador bajo los efectos de las drogas… Beatrice se da cuenta de lo poco que conoce en realidad a su hermana y tendrá que prepararse para una serie de verdades terribles a las que tendrá que hacer frente.

## Galardones
Hermana fue galardonada como la Mejor novela de debut en 2011 por el prestigioso Richard & Judy W.H.Smith Book Club. Permaneció más de 14 semanas en la lista de los más vendidos del Sunday Times, y el New York Times la ha catalogado como best seller. El libro ha sido traducido ya a 27 idiomas y ha vendido más de 500.000 ejemplares sólo en Reino Unido.  En España ya ha alcanzado la tercera edición.

## Curiosidades sobreHermana
Rosamund Lupton se basó en su relación con su propia hermana para crear los estrechos lazos que unen a Beatrice y Tess. De pequeña, Lupton le enviaba a su hermana las cartas rotas en pedazos para que no las leyera la responsable del internado donde estudiaban. Las cartas eran una especie de rompecabezas que luego su hermana tenía que recomponer para poder leerlas.  
Para escribir Hermana, la autora llevó a cabo un intenso trabajo de documentación en genética para hacer que la ficción fuera creíble. La novela no sólo aborda la fibrosis quística, sino que también indaga sobre la genética y los vínculos que se pueden crear entre hermanos. 
La autora empezó a escribir Hermana cuando su hijo pequeño empezó a ir al colegio a tiempo completo.
Cuando Rosamund Lupton tuvo en sus manos el último borrador de Hermana, decidió hacer un experimento: cambió el nombre de los personajes importantes y volvió a leer el libro. Quería comprobar si conociéndolos “por primera vez”, el libro y sus personajes seguían pareciendo reales y mantenían su fuerza.  

## Películas
Hermana dará el salto a la gran pantalla. Los derechos cinematográficos ya se han vendido.